# Troglohyphantes pretneri
Troglohyphantes pretneri is een spinnensoort in de taxonomische indeling van de hangmatspinnen (Linyphiidae).
Het dier behoort tot het geslacht Troglohyphantes. Het is een grottensoort die voorkomt in de Albanese Alpen. De typelocatie is de berg Prokletije. De wetenschappelijke naam van de soort werd voor het eerst geldig gepubliceerd in 1978 door Christa L. Deeleman-Reinhold. De naam is een eerbetoon aan de ontdekker, Egon Pretner (1896–1982).